# Bases antàrtiques d'Espanya

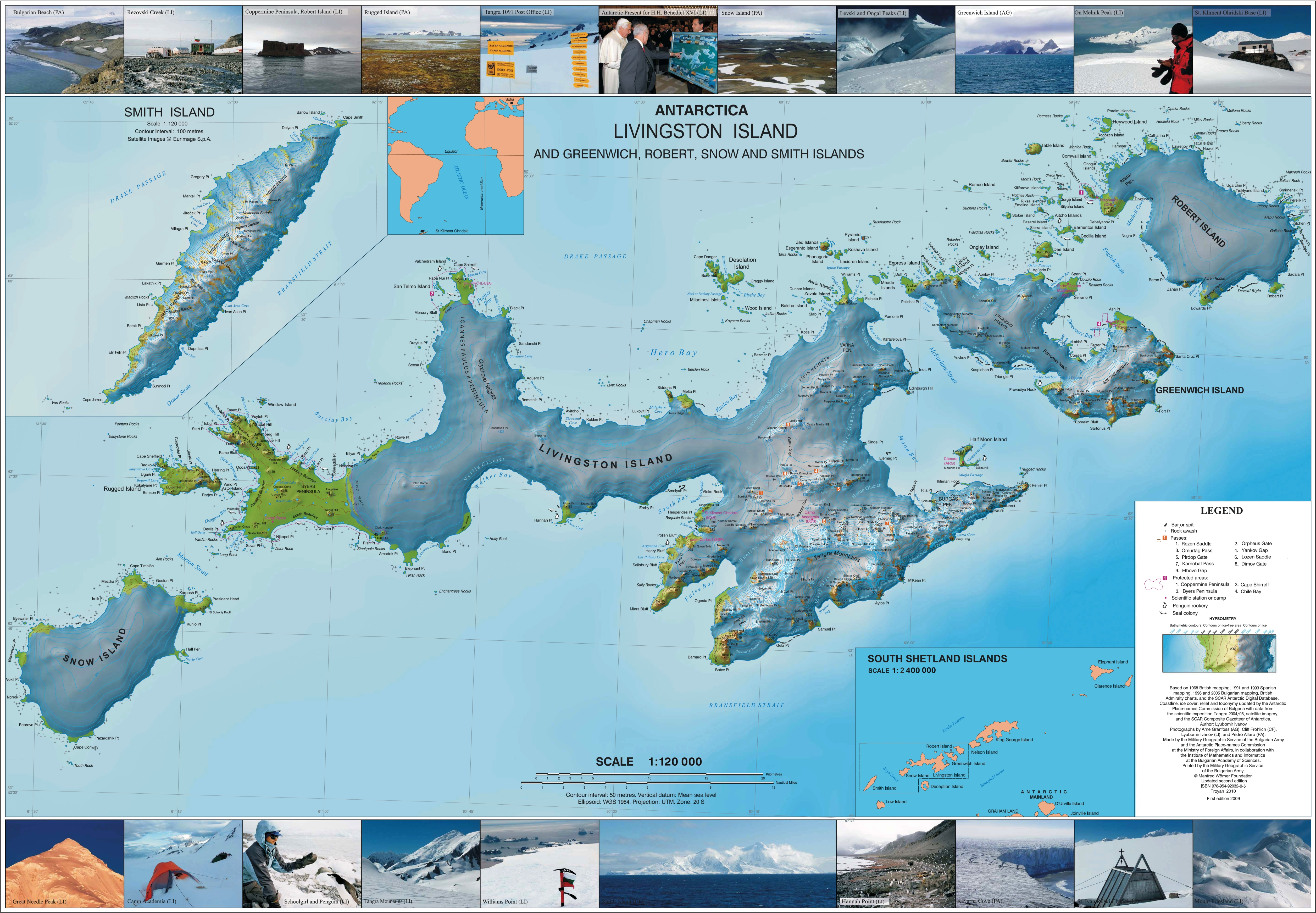
Mapa amb informació diversa, també topogràfica de les Illes de Livingston, Greenwich, Robert, Snow i Smith.

Hi ha dues bases antàrtiques explotades per l'estat espanyol a les Illes Shetland del Sud que només són utilitzades l'estiu, a diferència d'altres bases que són permanents tot l'any.

## Funcionament
En l'actualitat, es fan servir per realitzar nombrosos estudis científics, tant biològics, com geològics, climatològics, etc. en el cas de Gabriel de Castella, també és d'ús per a la investigació militar. Aquests experiments es realitzen sol a l'estiu, i serveixen per obtenir conclusions molt valuoses.
El suport logístic i de manteniment el realitza des de 1991 el Vaixell d'Investigació Oceanogràfica Hespérides, de l'Armada Espanyola.

## Presència catalana a l'Antàrtida
La primera presència documentada de catalans a l'Antàrtida data de 1954 quan el 1952 el doctor Oriol Domènec i Llavallol, cirurgià otorrinolaringòleg exiliat a l'Argentina, formà part d'una de les expedicions d'aquell país que fundà la base Teniente Cámara i visqué 9 mesos a l'Antàrtida.
Altres pioners catalans van visitar l'Antàrtida en les dècades següents però aquesta presència es fa regular sota el lideratge del professor Antoni Ballester i Nolla, qui a partir de 1986 organitza expedicions anuals i crea una base científica (posteriorment anomenada Base antártica Juan Carlos I). La presència catalana esdevingué regular atès que sempre ha estat gestionada des de Barcelona i campanya rere campanya molts dels expedicionaris treballaven a l'Institut de Ciències del Mar (CSIC) de Barcelona. El comandament de la base es donà al professor Ballester, passant posteriorment a la Dra. Josefina Castellví Piulachs, qui en fou la directora des de 1989 fins a l'any 1993.

## Base Antàrtica Joan Carles I

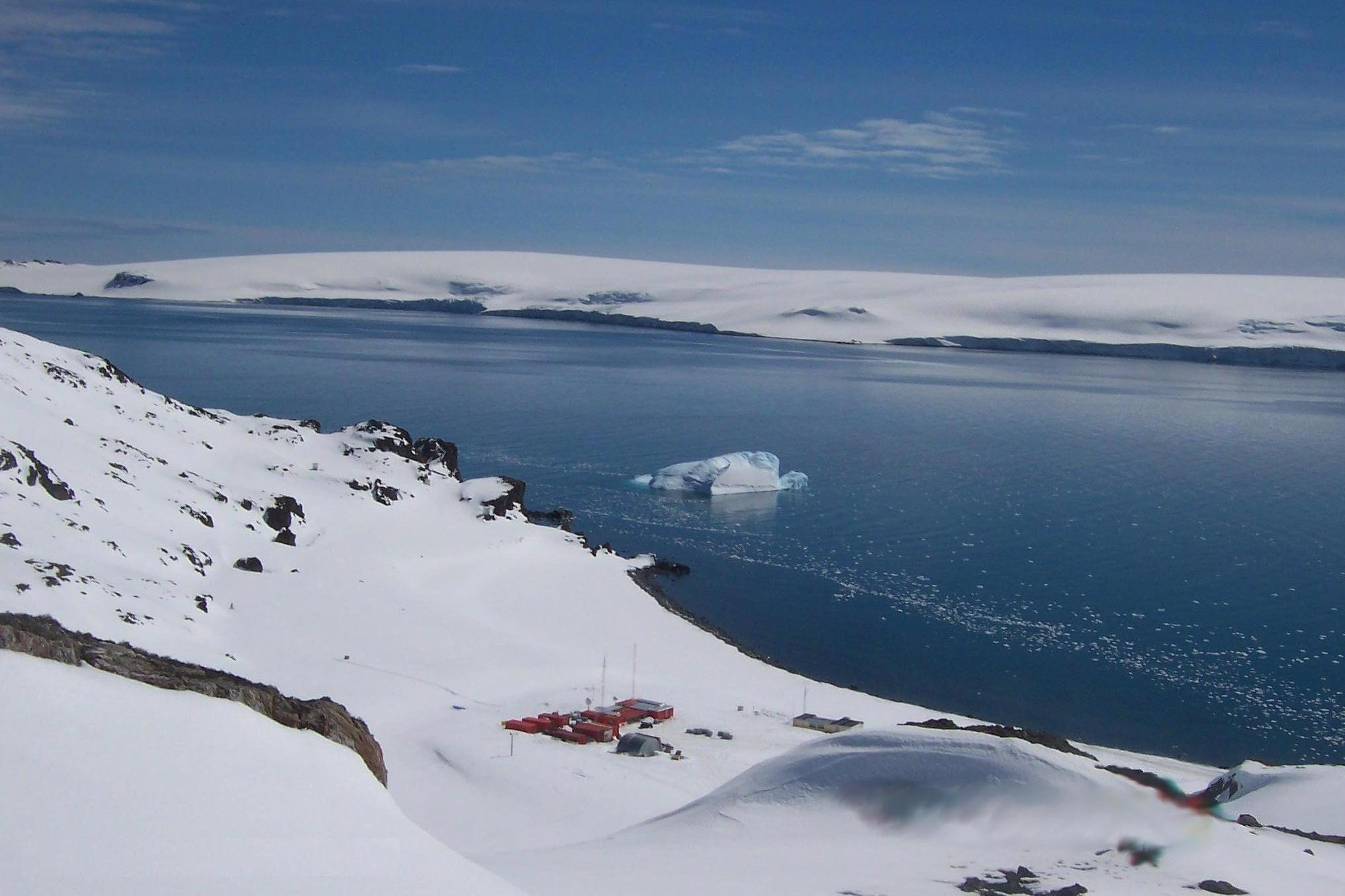
Base Joan Carles I

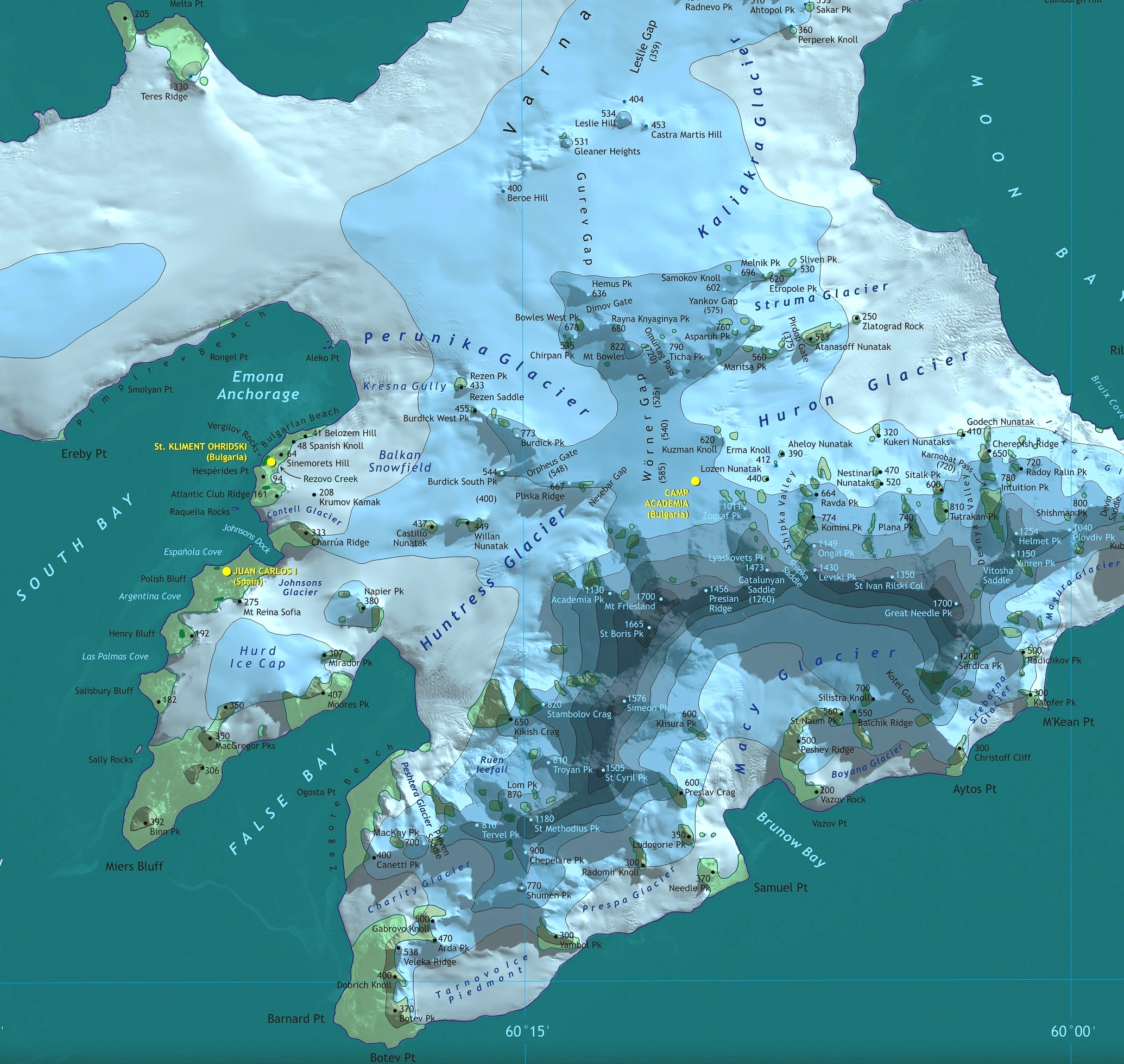
La regió central de l'Illa Livingston amb les bases Sant Climent d'Ohrid, Joan Carles I, i Camp Académia

La primera que es va obrir va ser la Joan Carles I a la Península Hurd (davant de la Badia Sud) de l'Illa Livingston (62° 39′ 46″ S, 60° 23′ 20″ O / 62.66278°S,60.38889°O). Oberta el gener de 1988 per iniciativa de científics catalans, és gestionada des de Barcelona pel Ministeri d'Educació, Política Social i Esports d'Espanya a través de la Unitat de Tecnologia Marina del CSIC i basa les seves activitats en els voltants de la Península Hurd així com l'establiment d'un campament temporal a la Península Bayers.

## Base Antàrtica Gabriel de Castella

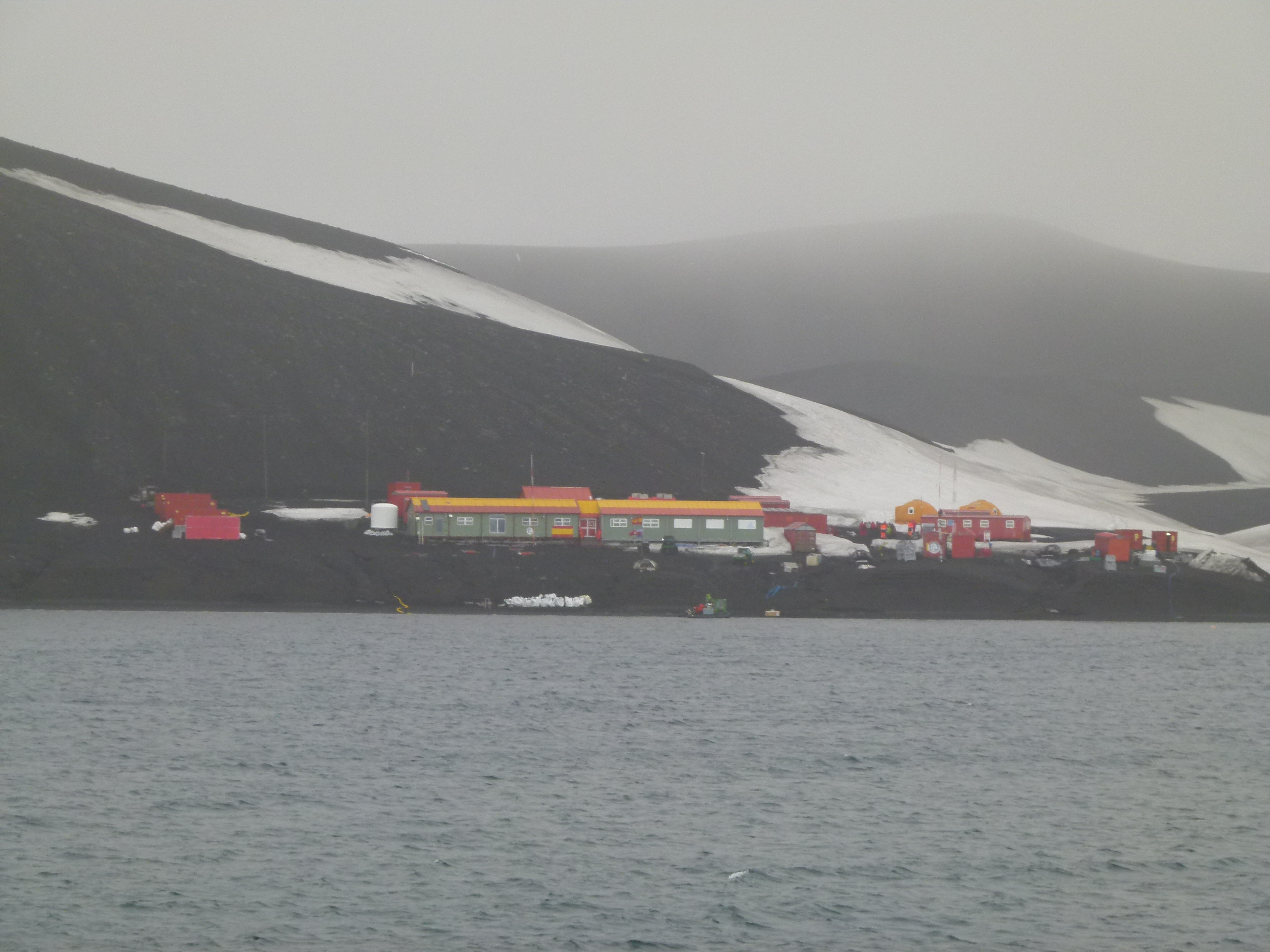
Base Gabriel de Castilla

La segona és la Gabriel de Castilla, de gestió per part de l'Exèrcit de Terra, situada a l'illa volcànica d'Illa Decepció en la latitud (62° 58′ 37″ S, 60° 40′ 31″ O / 62.97694°S,60.67528°O). Es va estrenar a la fi de 1989 i s'hi fan acampades temporals dins del mateix continent per provar la resistència d'equips i es col·labora amb els investigadors argentins, possiblement amb vista a instal·lar en el futur una nova base dins del continent antàrtic, i no a les illes perifèriques.

## Flora i fauna

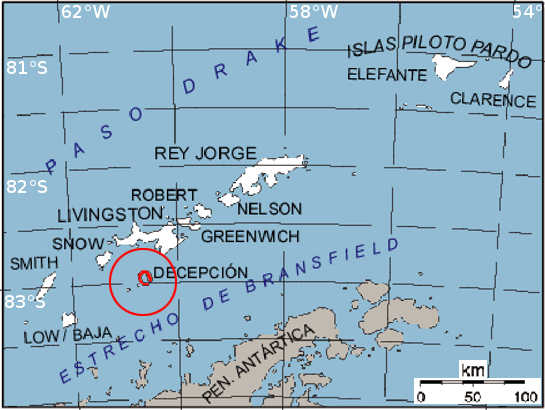
Illa de Decepció, ubicació de la base Gabriel de Castella

Les aigües són extraordinàriament riques en fauna: bentos (esponges antàrtiques), artròpodes i crustacis, mol·luscs, cetacis, focoenis, pinípis; les aigües abisals no congelades tenen una extraordinària fauna que de nou a inicis del segle XXI ha estat descoberta, per exemple peixos la sang del qual i altres humors tenen substàncies anticongelants orgàniques. Hi ha animals de tota classe i mida, des del krill fins a balenes.
Els animals més destacats són: la foca lleopard, la foca de Weddell, el cranc, el lleó marí, l'estercoràrid, el petrell, el corb marí, el colom antàrtic, etc. Però la més destacada és el pingüí, més de mig milió habiten en l'estiu antàrtic a l'illa. Sol ser molt habitual observar a balenes, ja que solen alimentar-se i desplaçar-se per aquestes zones.

## Objectius
Els objectius de les bases són quatre:
- Mantenir la presència d'Espanya al territori antàrtic, en compliment als acords subscrits en el marc del Tractat Antàrtic i els seus Protocols, vetllant per l'estricte compliment i respecte a la legislació internacional relativa a l'esmentat continent.
- Col·laborar amb el MEC en les tasques d'investigació científica realitzades en l'Illa Decepció i en aquells altres llocs del territori antàrtic que es determinin, mitjançant el suport en les següents àrees:
  - Logística: alimentació, infraestructura, motors, sanitat.
  - Comunicacions.
  - Gestió mediambiental, incloent-hi monitoratge de l'impacte mediambiental per activitats humanes com el turisme.
  - Desplaçaments a la zona, per terra o mar.
  - Seguretat davant de situacions d'emergència causades per l'orografia i la climatologia.
- Mantenir en adequades condicions d'ocupació les instal·lacions, material i equip de la BAE GdC, possibilitant el desenvolupament dels treballs d'investigació i experimentació en condicions de personal i amb el menor impacte mediambiental possible a la zona.
- Desenvolupar projectes d'investigació i experimentació d'interès per a l'Exèrcit de Terra.

## Galeria
Fotografies del mòdul científic antàrtic "Prof. Antoni Ballester" portat a la base de l'illa Livingston a final de la dècada de 1980. Decomissionat l'any 2013, per iniciativa de la Dra. Castellví es va repatriar el mòdul i s'exposa al CosmoCaixa de Barcelona -desembre 2014).

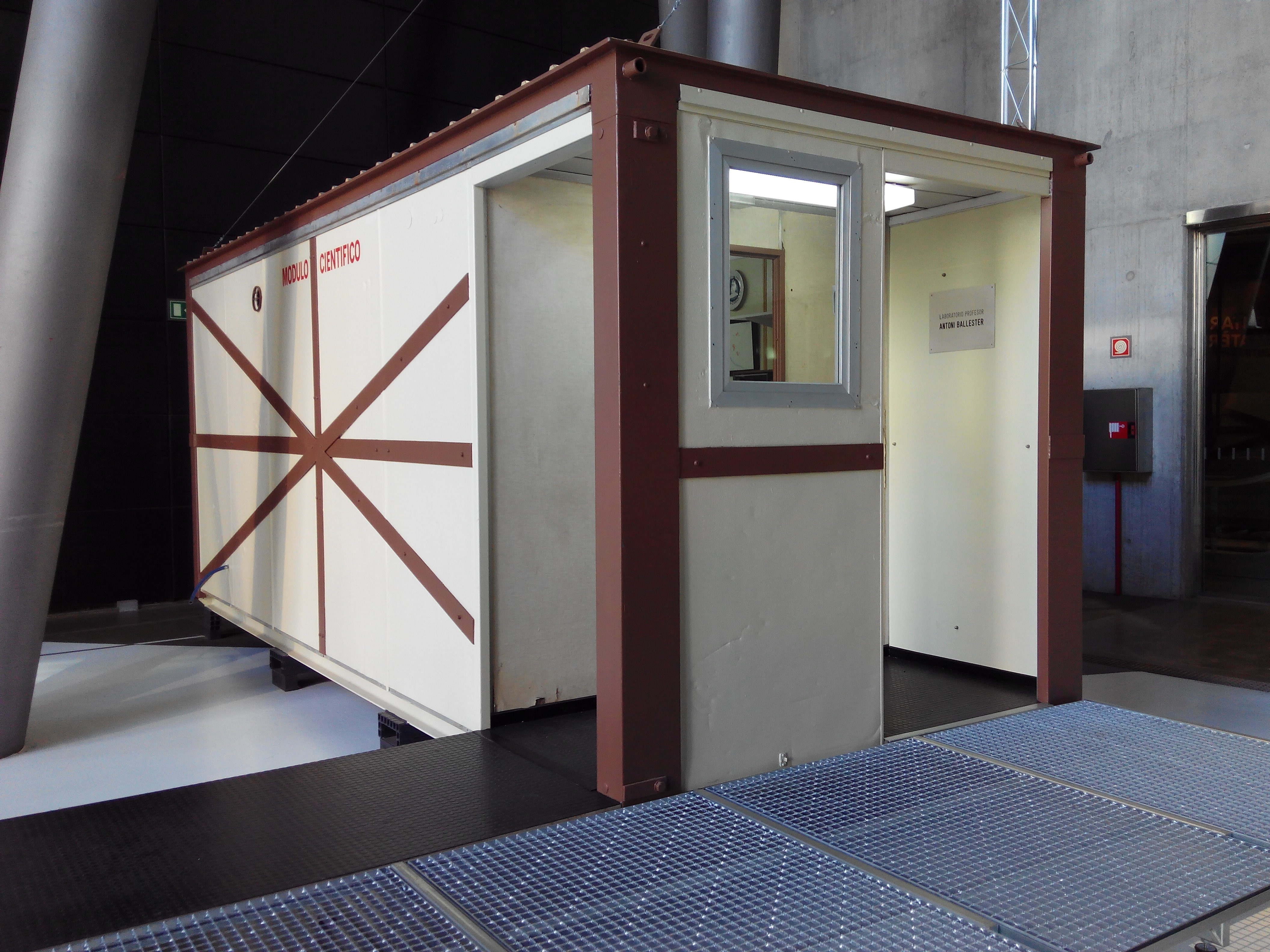
Exterior
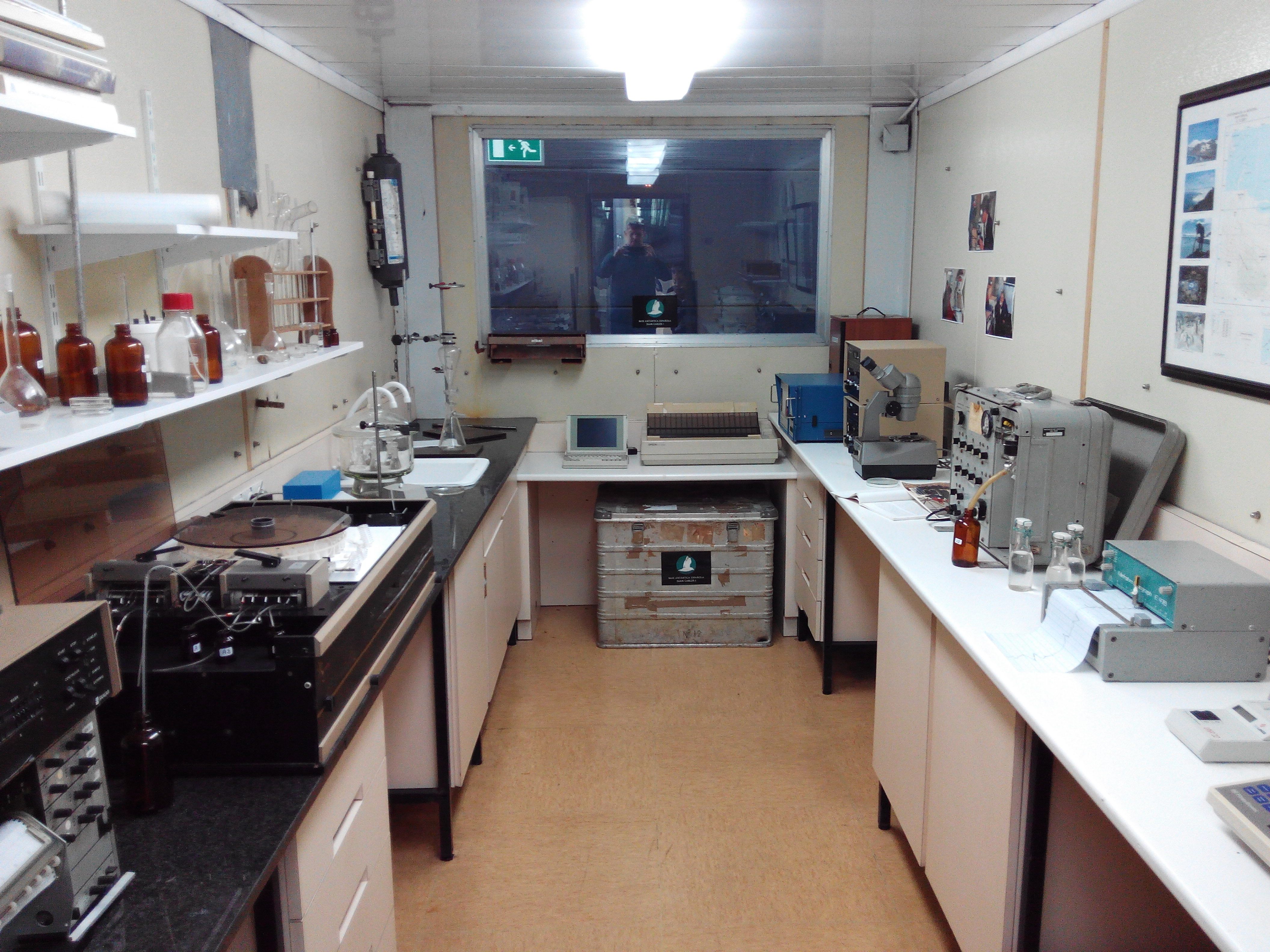
Interior
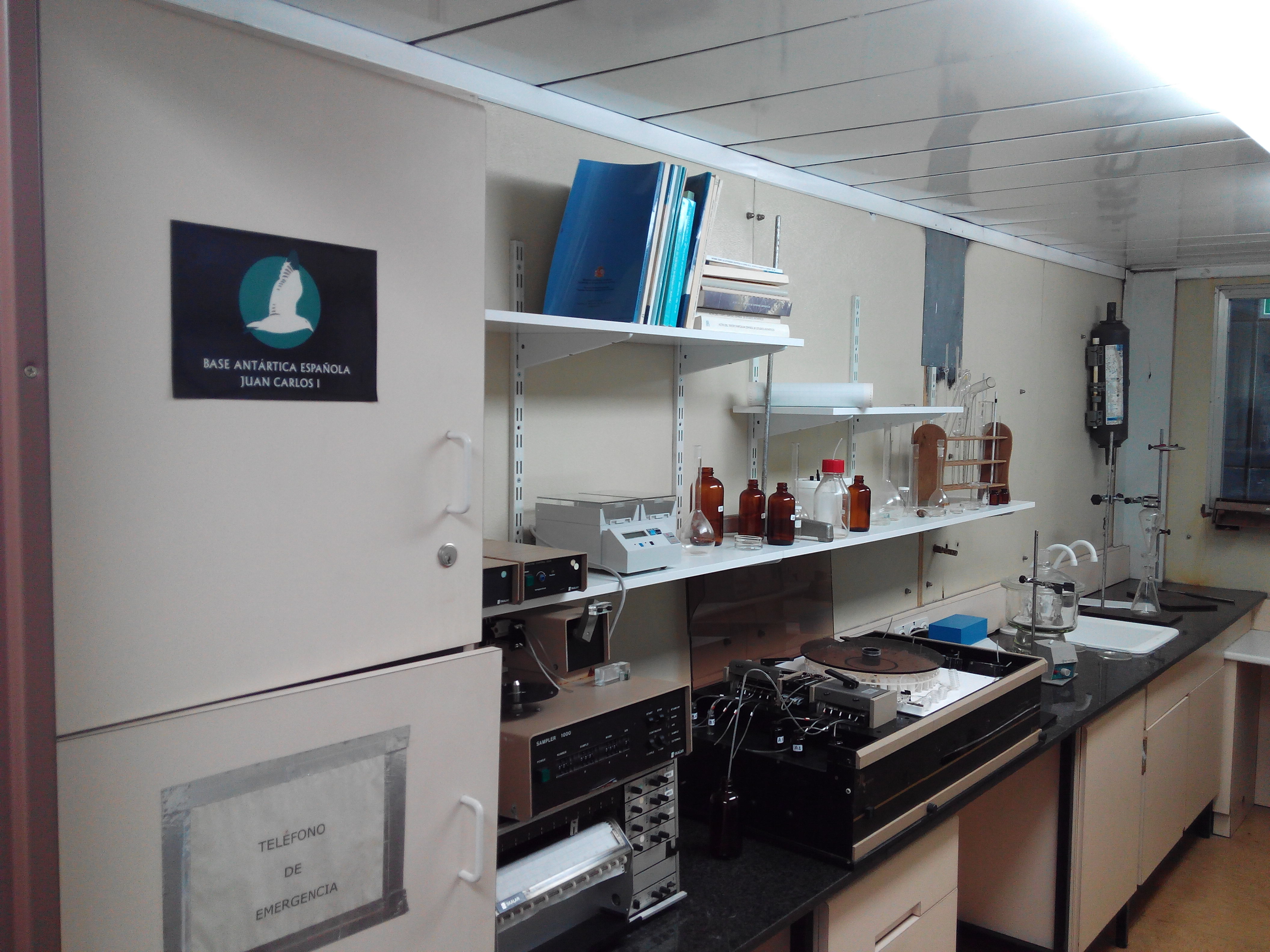
Costat esquerre
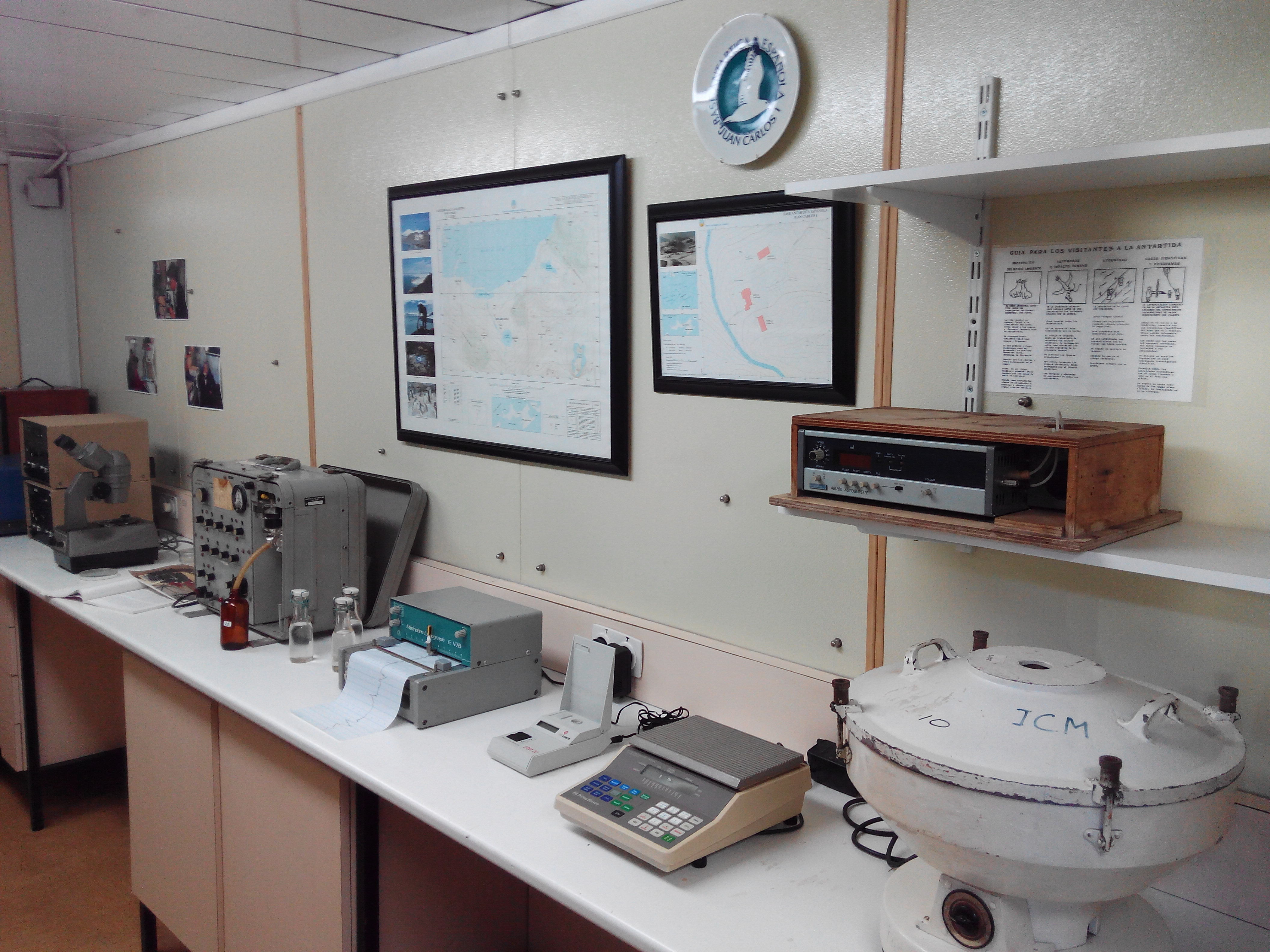
Costat dret

## Mapa
- L.L. Ivanov. Antarctica: Livingston Island and Greenwich, Robert, Snow and Smith Islands Arxivat 2010-02-13 a Wayback Machine.. Scale 1:120000 topographic map. Troyan: Manfred Wörner Foundation, 2009. ISBN 978-954-92032-6-4 (anglès)

- L.L. Ivanov. Livingston Island: Central-Eastern Region. Scale 1:25000 topographic map. Antarctic Place-names Commission of Bulgaria. Sofia, 1996. (anglès) (búlgar)